# Петрофила
Петрофила (лат. Petrophile; от др.-греч. πέτρα — камень, φιλέω — любовь) — род деревянистых растений семейства Протейные (Proteaceae), все представители которого являются эндемиками юга Австралии.

## Ботаническое описание

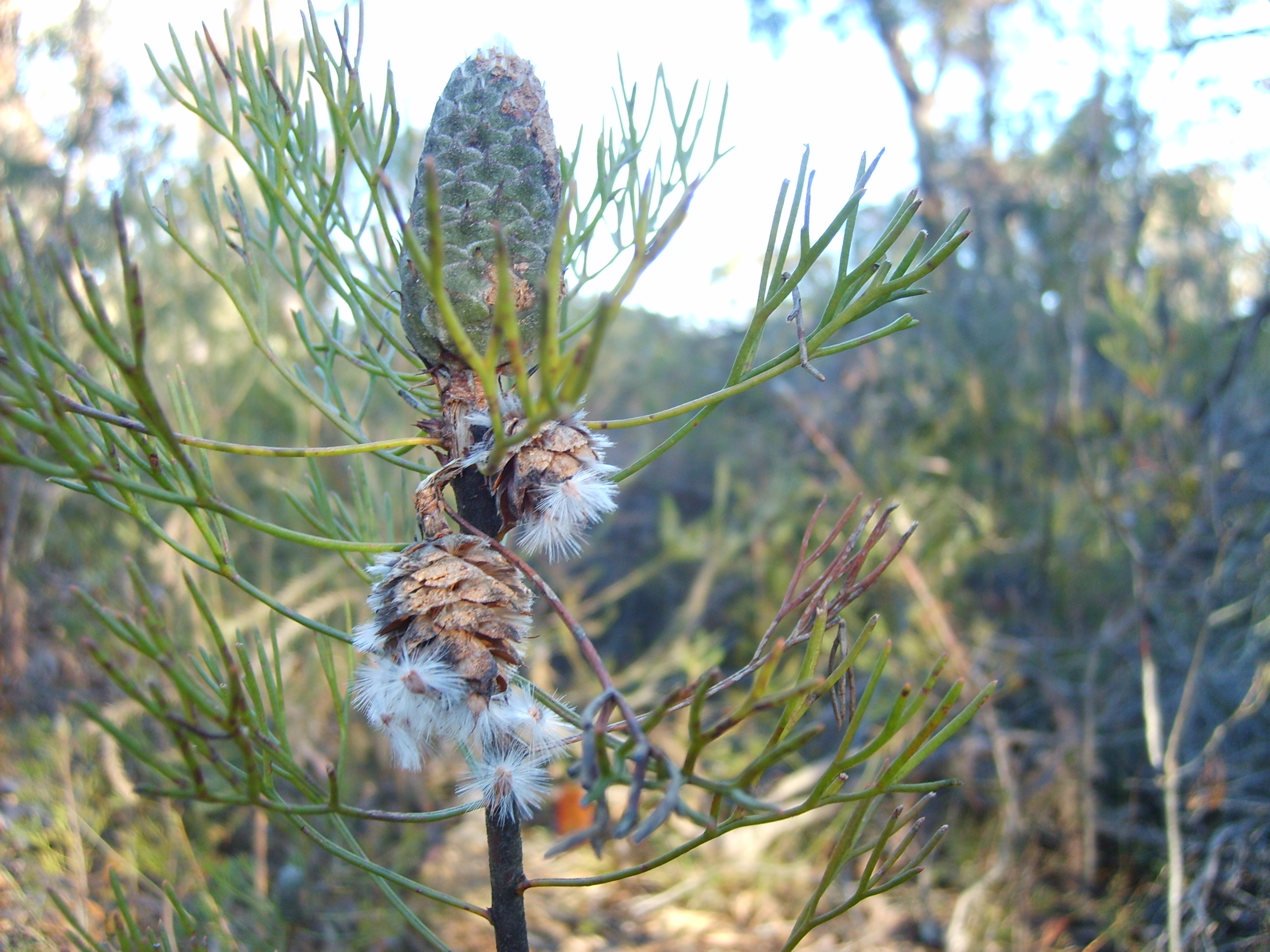
, «шишки»

Кустарники. Листья очерёдные, от цельных до трижды непарноперисторассечённых.
Цветки обоеполые, сидячие. Соцветие — шишковидная головка или колос. Прицветники (похожие на чешуи шишек) заметные, черепичные, твердые, остаются при плодах. Околоцветник актиноморфный; листочки сросшиеся у основания.
Тычинки равные; нити сросшиеся с листочками околоцветника; пыльники короткоостроконечные, свободные. Семязачаток 1 или реже 2, полуобращённый. Пестик прямой, вздутый на конце, веретенообразный или булавовидный; рыльце верхушечное. Плоды сухие, невскрывающиеся.
Хромосомное число 2n = 26.

## Виды
Род включает 64 вида:
- Petrophile acicularis R.Br.
- Petrophile aculeata Foreman
- Petrophile anceps R.Br.
- Petrophile antecedens Hislop & Rye
- Petrophile arcuata Foreman
- Petrophile aspera C.A.Gardner ex Foreman
- Petrophile biloba R.Br.
- Petrophile biternata Meisn.
- Petrophile brevifolia Lindl.
- Petrophile canescens A.Cunn. ex R.Br.
- Petrophile carduacea Meisn.
- Petrophile chrysantha Meisn.
- Petrophile circinnata Kippist ex Meisn.
- Petrophile clavata Hislop & Rye
- Petrophile conifera Meisn.
- Petrophile crispata R.Br.
- Petrophile cyathiforma Foreman
- Petrophile divaricata R.Br.
- Petrophile diversifolia R.Br.
- Petrophile drummondii Meisn.
- Petrophile ericifolia R.Br.
- Petrophile fastigiata R.Br.
- Petrophile filifolia R.Br.
- Petrophile foremanii Rye & Hislop
- Petrophile glauca Foreman
- Petrophile globifera Rye & K.A.Sheph.
- Petrophile helicophylla Foreman
- Petrophile heterophylla Lindl.
- Petrophile imbricata Foreman
- Petrophile incurvata W.Fitzg.
- Petrophile latericola Keighery
- Petrophile linearis R.Br.
- Petrophile longifolia R.Br.
- Petrophile macrostachya R.Br.
- Petrophile media R.Br.
- Petrophile megalostegia F.Muell.
- Petrophile merrallii Foreman
- Petrophile misturata Foreman
- Petrophile multisecta F.Muell.
- Petrophile nivea Hislop & Rye
- Petrophile pauciflora Foreman
- Petrophile pedunculata R.Br.
- Petrophile phylicoides R.Br.
- Petrophile pilostyla Rye & Hislop
- Petrophile plumosa Meisn.
- Petrophile prostrata Rye & Hislop
- Petrophile pulchella (Schrad. & J.C.Wendl.) R.Br.
- Petrophile recurva Foreman
- Petrophile rigida R.Br.
- Petrophile scabriuscula Meisn.
- Petrophile semifurcata F.Muell. ex Benth.
- Petrophile seminuda Lindl.
- Petrophile septemfida Rye & K.A.Sheph.
- Petrophile serruriae R.Br.
- Petrophile sessilis Sieber
- Petrophile shirleyae F.M.Bailey
- Petrophile shuttleworthiana Meisn.
- Petrophile squamata R.Br.
- Petrophile striata R.Br.
- Petrophile stricta C.A.Gardner ex Foreman
- Petrophile teretifolia R.Br.
- Petrophile trifurcata Foreman
- Petrophile vana Cranfield & T.D.Macfarl.
- Petrophile wonganensis Foreman